# Mysidaloides trinidadensis
Mysidaloides trinidadensis är en insektsart som beskrevs av Broomfield 1985. Mysidaloides trinidadensis ingår i släktet Mysidaloides och familjen Derbidae. Inga underarter finns listade i Catalogue of Life.